# 大眼窄顱帶魚
大眼窄顱帶魚，为輻鰭魚綱鱸形目鯖亞目带鱼科的其中一種。發現於西北太平洋的琉球群島海域，體長可達162公分。

## 扩展阅读
維基物種上的相關：大眼窄顱帶魚